# تئودیسه (کتاب)

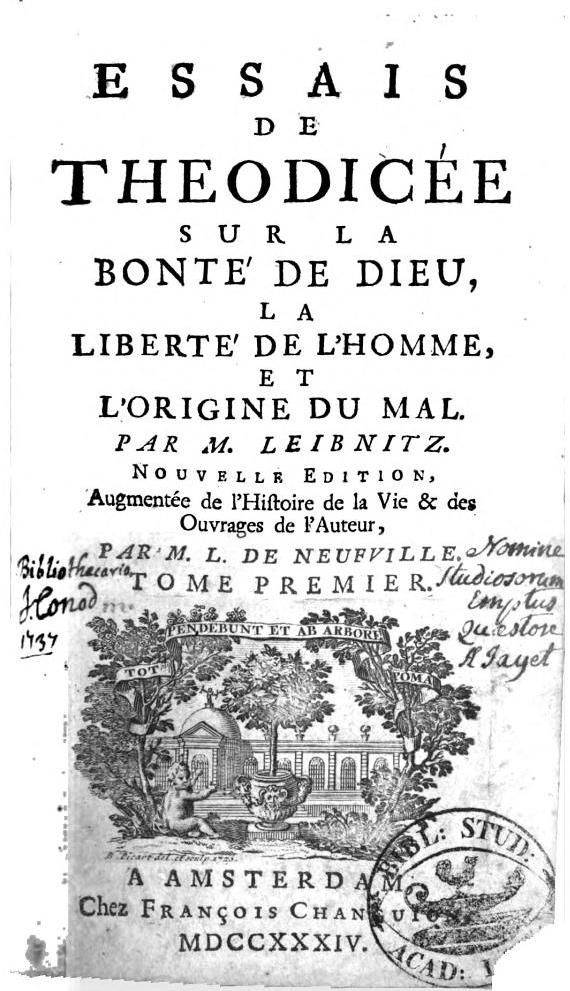
صفحه عنوان کتاب تئودیسه

 تئودیسه (انگلیسی: Theodicee) کتابی از گتفرید ویلهلم لایبنیتس (۱۷۱۶–۱۶۴۶) است که در سال ۱۷۱۰ منتشر شد. عنوان تفصیلی کتاب مقالاتی دربارهٔ عدل الهی است. در فلسفه جدید اولین کسی که لفظ تئودیسه را استعمال کرد لایب نیتس بود.
بخش اعظم کار شامل پاسخی به ایده‌های فیلسوف فرانسوی پیر بل است که لایب‌نیتس سال‌ها با او مناظره داشت. لایب نیتس در تئودیسه می‌کوشد تا تصویری روشن و صحیح از صفات «خیر خواهی»، «اراده»، «علم»، «حکمت» و «عدالت» خداوند ارائه دهد. این کتاب شامل یک مقدمه و دو فصل بوده و فصل دوم از سه بخش تشکیل شده در ۱۷۶ صفحه.
لایب نیتس ادعا می‌کند در صدد اثبات مطالب زیر است:

### اختیار
- اختیار نه تنها از ضرورت هندسی مبراست بلکه تحت هیچ نوع فشار و اجباری نیز نیست.
- در اعمال اختیاری «ضرورت مطلق» یا «هندسی» یا «متافیریکی» وجود ندارد.
- خداوند اگر چه همواره بهترین را برمی‌گزیند، ولی از روی ضرورت مطلق عمل نمی‌کند.
- قوانین طبیعت که خداوند آنها را تقریر کرده مبتنی بر اصل مناسبت و کمال اشیاء است که این اصل واسطه بین حقایق هندسی و اعمال اختیاری است.
- در اعمال اختیاری نوعی بی‌تفاوتی وجود دارد اما اراده جزافیه نیست.
- در اعمال اختیاری نوعی اکتفاء بالذات‏ spon Taneity وجود دارد.
- در اعمال اختیاری ضرورت مشروط و اخلاقی وجود دارد.
- عقل تنبل Lazy Reazon یک مغالطه محض است.

### مسئله شر
- خدا عادل، خیر خواه و قدرتمند است.
- خالق همه موجودات خداوند است اما خدا خالق گناه نیست.
- شر عدمی است.
- خدا شر اخلاقی را اراده نکرده فقط آن را مجاز دانسته‌است.
- خداوند بدبختیها و شرور را مجاز دانسته بدون آنکه به تقدس و خیر خواهی‌اش ضربه بخورد.[۲]